# Sportsnet

Logo jusqu'au 3 octobre 2011

Sportsnet est une chaîne de télévision sportive canadienne lancée le 9 octobre 1998 et appartenant à Rogers Sports & Media. Elle est divisée en quatre chaînes régionales : l'est (Est de l'Ontario, Québec et les Maritimes), l'Ontario, l'Ouest (Manitoba, Saskatchewan, Alberta et Territoires du Nord-Ouest), et le Pacifique (Colombie-Britannique et Yukon). Depuis septembre 2014, Sportsnet est le diffuseur officiel anglophone de la ligue nationale de hockey au Canada. Sportsnet est le diffuseur exclusif anglophone du baseball des Blue Jays de Toronto.

## Histoire
En septembre 1996, un consortiun obtient une licence du CRTC sous le nom S3. La chaîne a été lancé le 9 octobre 1998 sous le nom de CTV Sportsnet afin de refléter le nom Fox Sports Net aux États-Unis. Elle appartenait à CTV à 40 %, alors que Rogers, Molson et Liberty Media détenaient 20 % chacun. Chacun des quatre canaux régionaux est distribué en mode analogique par câble dans leur zone attribuée, mais depuis janvier 2000, ils sont tous accessibles par satellite et par câble numérique (sujet aux blackouts afin de protéger les droits de certains matchs).
En 2000, CTV a fait l'acquisition de NetStar, propriétaire de la chaîne TSN. Le CRTC ordonne alors à CTV de se départir soit de TSN ou de Sportsnet. Puisque seul Rogers était intéressé à en faire l'acquisition, Sportsnet change de main et devient Rogers Sportsnet en 2001. Jusqu'à 30 avril 2008, le studio de Rogers Sportsnet est demeuré dans l'établissement au 9 Channel Nine Court, le siège social de CTV. La station est déménagée au Rogers Bulding au centre-ville de Toronto depuis.
Rogers possède deux stations de radio sportives CJCL Toronto ("The FAN 590") et CFAC (en) Calgary ("The FAN 960"), qui ont été renommés Sportsnet Radio.
Rogers a déposé une demande auprès du CRTC au mois de mars 2011 pour une chaîne sportive en français afin de faire compétition à RDS. En août 2011, Rogers signe un partenariat avec la chaîne francophone TVA Sports (propriété de Quebecor) au niveau de la production de contenus et l'acquisition de droits de diffusion. Cette entente entérine l'abandon par Rogers de son projet de chaîne sportive francophone. La diffusion de TVA Sports débute quelques jours après l'entente, le 12 septembre 2011.
Le 3 octobre 2011, Rogers adopte un nouveau nom et logo unifié de ses chaînes télé et radio sportives sous la bannière Sportsnet.

## Sportsnet One
Le 14 août 2010, une chaîne nationale Rogers Sportsnet One a été lancée, et 25 des matchs de baseball restants de la saison des Blue Jays de Toronto furent transférés sur cette nouvelle chaîne dans la controverse alors que ce nouveau canal n'était accessible qu'aux abonnés de Rogers. Elle a été graduellement ajoutés chez les autres distributeurs.

## Sportsnet 360
En avril 2013, Rogers fait l'acquisition de la chaîne The Score, qui devient Sportsnet 360 en juillet 2013. Rogers y transfère les sports de combat, dont le UFC et la lutte WWE, sur cette chaîne.